# Csillagok, csillagok
A Csillagok, csillagok új stílusú magyar népdal. Bartók Béla gyűjtötte a Zala vármegyei Keszthelyen 1906-ban.
Feldolgozás:
| Szerző          | Mire                       | Mű                                                  | Előadás |
| --------------- | -------------------------- | --------------------------------------------------- | ------- |
| Bartók Béla     | zongora                    | Gyermekeknek, 2. füzet 11. darab: Andante sostenuto | [ 1 ]   |
| Máriássy István | zongora vagy ének és gitár | Elindultam szép hazámból, 25. kotta                 |         |
| Ludvig József   | ének, gitárakkordok        | Ballag már a vén diák, 22. oldal                    |         |

## Kottája és dallama
1) 
 
2) 
| Csillagok, csillagok szépen ragyogjatok! A szegénylegénynek utat mutassatok! Mutassatok utat a szegénylegénynek: nem találja házát a szeretőjének. | Istenem, Istenem, édes jó Istenem, Mikor lesz énnékem szép szabad életem? Akkor lesz énnékem szép szabad életem, Mikor a babámat kedvemre ölelem. | Liba, liba, liba, apró pici liba, Minek is mennék már én el a lagziba? Minek is énnékem olyan lakodalom, Akibe' a babám maga a menyasszony. |

## Felvételek
Videók:
- dalszoveg.hu
- Domahidy László (YouTube)
- Bíró Gergő (YouTube)

Audio:
- Kiss Gy. László tárogató; a keszthelyi Vajda János Gimnázium falán levő óra zenéje.

Dallamvariáció:
- Katonává lettem de nem kevélységből (Szlovákiai Magyar Társadalmi és Közművelődési Szövetség)